# Thomas Clausen
 Denne artikel omhandler matematikeren Thomas Clausen. For jazzmusikeren, se Thomas Clausen (musiker).
Thomas Clausen (16. januar 1801 i Øster Snogbæk i Sønderjylland – 24. maj 1885 i Dorpat (Tartu) i det nuværende Estland) var en dansk/tysk astronom og matematiker.
Thomas Clausen fik, som det var tilfældet for adskillige naturvidenskabsmænd på den tid, aldrig nogen egentlig universitetsuddannelse. Han blev født som søn af en fattig boelsmand i Sottrup Sogn i Sønderjylland, og da han som 12-årig fik plads som vogterdreng hos præsten i nabosognet Nybøl, Georg Holst, kunne han hverken læse eller skrive. Præsten, som var meget interesseret i matematik og astronomi, bemærkede hurtigt, at drengen havde evner for matematik, og fik ham sat i skole. Desuden fik han af præsten selv undervisning i elementær matematik. Omkring 1819 kom han på Holsts anbefaling til dennes bekendt, astronomen Heinrich Christian Schumacher i Altona ved Hamborg. 
Her kunne han allerede i 1823 i det berømte astronomiske tidsskrift Astronomische Nachrichten offentliggøre sin første afhandling, som handlede om en metode til bestemmelse af den geografiske længde. Fra 1824 til 1827 var han assistent ved Schumachers observatorium, og han arbejdede her sammen med en anden ung astronom, Peter Andreas Hansen, som kunne bidrage til Clausens matematiske kundskaber. Der kom imidlertid til en del uoverensstemmelser med Schumacher, blandt andet fordi Clausen forelskede sig i Schumachers niece og anholdt om hendes hånd. På grund af Clausens ringe herkomst var en sådan forbindelse helt umulig. I 1827 fik han så et tilbud om at komme til Joseph Utzschneiders berømte optiske institut i München som beregner. 
Han mente nu, at hans økonomiske forhold var sådan, at han igen kunne gøre sig håb om at få niecen, men han fik på ny afslag og desuden forbud imod at komme i Schumachers hjem. I 1828 rejste han til München og tiltrådte stillingen hos Utzscneider, men også her kom det til uoverensstemmelser. I 1833 blev han alvorligt syg (depression?) og i tiden indtil 1840 ved man intet om ham. I juni 1840 dukkede han pludselig igen op hos Schumachers i Altona i en miserabel forfatning efter at have gået hele vejen fra München. Den store astronom og matematiker Carl Friedrich Gauss havde da netop skrevet til Schumacher: Det ville dog være meget beklageligt, hvis et sådant ekstraordinært talent for den abstrakte matematik skulle sygne hen og gå til grunde. Var det ikke muligt at gøre noget for ham?. 
Han fik nu stillingen som observator ved observatoriet i Altona, og allerede samme år offentliggjorde han en artikel om den bemærkelsesværdige komet fra 1770. Denne artikel indbragte ham en pris fra Det kongelige Videnskabernes Selskab i København. I 1842 fik han stillingen som observator ved observatoriet i Dorpat (Tartu) i det dengang russiske Estland. Professoren her var den kendte astronom Johann Heinrich von Mädler, og da denne gik på pension i 1865 overtog Clausen stillingerne som professor i astronomi ved universitetet i Dorpat og direktør for observatoriet. Disse stillinger besad han indtil han blev pensioneret i 1872.
Clausen fik sin største betydning som astronomisk og matematisk beregner. Han beskæftigede sig i særlig grad med beregning af kometbaner. Han publicerede 14 kometbaner, herunder banen for Bielas komet.  Han interesserede sig også for talteoretiske spørgsmål og fandt herunder uafhængigt af matematikeren von Staudt en sætning om Bernoulli-tal, som nu går navnet den Staudt-Clausenske sætning. Han fandt at Fermat-tallet F6 = 264 + 1 ikke er et primtal og fandt i forbindelse hermed det indtil da største kendte primtal. Han gjorde også betydelige opdagelser med hensyn til uendelige rækker. Desuden beregnede han tallet π med 250 decimaler. I 1856 fik han Gauss-mindemedaljen og i 1869 blev han æresdoktor ved universitetet i Sct. Petersborg.